# Picciolo
Picciolo (wł. mały) – srebrna moneta włoska o wartości lekkiego denara, bita w wielu mennicach od XIV do XV w.